# Se io non avessi te
Se io non avessi te è un brano pop rock cantato da Nek e scritto con Massimo Varini e Antonello De Sanctis nel 1998. È il primo singolo estratto dall'album In due, uscito il 4 novembre  di quell'anno in Europa, America Latina e Giappone. Esiste anche una versione in lingua spagnola dal titolo Sé que te tengo a tì.
Con questo brano partecipa durante l'estate al Festivalbar 1998 e vince il premio della radio Un disco per l'Europa della kermesse.
La canzone è stata poi inserita nelle raccolte The Best of Nek - L'anno zero ed E da qui - Greatest Hits 1992-2010.

## Video
Il video della canzone mostra Nek cantare e suonare la chitarra in mezzo a delle parabole per le antenne. Durante la durata del video si vede una ragazza vestita come argentata ed illuminata dalle luci dietro di lei.

## Accuse di plagio
Negli anni successivi, il brano ha fatto molto discutere a causa dell'enorme somiglianza dell'assolo con la sigla di apertura del celebre videogioco del 1997 Dragon Ball: Final Bout, poi parzialmente ricampionata da Giorgio Vanni per la sigla italiana della serie animata, andata in onda su Italia 1 a partire dal 7 giugno 1999.

## Tracce
1. Se io non avessi te – 3:53
2. Laura non c'è (Versione live) – 3:49

## Formazione
- Nek - voce, cori, basso
- David Sabiu - cembalo
- Massimo Varini - chitarra, cori
- Walter Sacripanti - batteria

## Classifiche
| Classifica (1998) | Posizione più alta |
| ----------------- | ------------------ |
| Germania          | 73                 |

### Sé que te tengo a tì
| Classifica (1998) | Posizione più alta |
| ----------------- | ------------------ |
| El Salvador       | 2                  |
| Guatemala         | 5                  |
| Nicaragua         | 1                  |